# Zunfthaus zum Rüden
Le Zunfthaus zum Rüden, parfois plus simplement appelé Rüden, est un bâtiment situé dans la vieille ville de Zurich, en Suisse.

## Histoire
Lors de sa construction, la maison « zum Rüden » se trouvait directement au bord de la Limmat. Alors construit en bois, il fut utilisé par l'abbesse de l'abbaye de Fraumünster comme hôtel de la Monnaie. Par ordonnance du conseil de ville, le rez-de-chaussée fut reconstruit en 1348 avec des murs en pierre pour être utilisé comme hôtel de ville. Au premier étage se trouvait un club utilisé par le Constaffel, une association de marchands et de nobles de la ville ; occasionnellement, des réunions du grand conseil de la ville s'y tinrent. C'est de là que vient son nom, dérivé de l'appellation de 1358 de «  ».
En 1401, l'ensemble du bâtiment fut vendu au Constaffel. Il prit son apparence actuelle autour de 1700 avec l'adjonction d'un second étage à colombages. La guilde le vendit à la ville en 1868 avant de le racheter à nouveau en 1937. Sur la demande de la ville, un cheminement pédestre fut aménagé entre les arches du rez-de-chaussée pour s'harmoniser avec les bâtiments voisins. De nos jours, le bâtiment, inscrit comme bien culturel d'importance nationale, accueille un restaurant.

## Source
- (de) Cet article est partiellement ou en totalité issu de l’article de Wikipédia en allemand intitulé « Zunfthaus zur Rüden » (voir la liste des auteurs).